# دانيال جونسون موريل
دانيال جونسون موريل هو سياسي أمريكي، ولد في 8 أغسطس 1821، وتوفي في 20 أغسطس 1885. نشط حزبياً في الحزب الجمهوري. وقد انتخب عضو مجلس النواب الأمريكي ‏.